# Cesare Maldini
Cesare Maldini (Trieszt, 1932. február 5. – Milánó, 2016. április 3.) olasz válogatott labdarúgó, hátvéd, edző. Fia Paolo Maldini, válogatott labdarúgó.

## Családja
Maldini 1932-ben született Triesztben, szlovén származású szülők gyermekeként. A család eredeti neve Maldić, ebből olaszosították Maldinire egy évvel Cesare születése előtt. A munkásosztálybeli szülők sokáig a szlovén többségű Servolában éltek, ez pedig Cesaréra is hatással volt, egész életében megőrizte jellegzetes trieszti akcentusát.
Fia, Paolo sokáig az olasz válogatott rekordere volt a válogatott fellépéseket illetően, jelenleg harmadik Buffon és Cannavaro mögött. Unokái, Christian és Daniel  szintén labdarúgók, utóbbi édesapját és nagyapját követve a 2021-22-es szezonban szintén olasz bajnok lett a AC Milannal.

## Pályafutása
Játékoskarrierjét szülővárosában, a Triestinában kezdte 1952-ben, majd két év elteltével az egyik legsikeresebb olasz együtteshez, a Milanhoz igazolt. Pályafutása nagy részében középső védőként vagy szűrőként számítottak rá, de bevethető volt jobbhátvédként is, ha a szükség úgy hozta. A piros-feketékkel négy bajnoki címet szerzett, valamint egyszer megnyerte a BEK-et is. Tizennégy év milánói játék után 1966-ban egy évre eligazolt a Torinóhoz, majd harmincöt évesen visszavonult.
Edzőként első alkalommal legnagyobb sikerei helyszínén, Milánóban ülhetett a kispadra, előbb Nereo Rocco segítőjeként, majd 1972-ben már vezetőedzőként. Ezt követően a Foggiát, a Ternanát és a Parmát irányította (kettő, egy illetve ismét két évig), majd egy hosszabb szünetet tartott. 1986-ban vállalt ismét munkát, amikor ő lett az olasz U21-es válogatott szövetségi kapitánya. A huszonegy éven aluliakkal rekord számú, három alkalommal nyerték meg az Európa-bajnokságot. A csapat magját olyan játékosok alkották, mint Gianluigi Buffon, Fabio Cannavaro vagy Francesco Totti, akik 2006-ban nagy szerepet játszotta abban is, hogy Olaszország világbajnok lett. Az U21-es csapat után a felnőttválogatottat vette át Arrigo Sacchitól, majd ki is juttatta az 1998-as vb-re. Itt az olaszok számára a negyeddöntő jelentette a végállomást, ahol Franciaország ellen egy 0–0-s meccs után tizenegyespárbajban maradt alul. A sikertelen világbajnokság után, részben a média és a közvélemény nyomására, amiért kritizálták ultradefenzív játékstílusát, lemondott.
2001-ben rövid időre visszatért a Milanhoz, majd nem sokkal ezután, közel hetvenévesen először vállalt munkát külföldön, amikor Paraguay irányítását bízták rá. A fogadtatása nem volt egyértelműen pozitív, ugyanis egyrészt nem beszélt jól spanyolul, valamint a hazai edzőtársadalom sem igazán örült a kinevezésének, ugyanis nem volt túl gyakori a külföldi szövetségi kapitány a válogatott élén. A játékosok, többek között a csapat legnagyobb sztárja, José Luis Chilavert, egyöntetűen kiálltak mellette. Maldini akkor vette át a gárdát, amikor az már kijutott a koreai-japán közös rendezésű vb-re, és a torna legidősebb edzője volt a maga hetven évével. Bár Chilavert az első két csoportmeccsen nem játszott, a csapatnak sikerült kiharcolnia a továbbjutást, azonban a nyolcaddöntőben Németország már túl erősnek bizonyult, igaz, Paraguay csak egy 89. percben bekapott góllal maradt alul.

## Pályafutása statisztikái
| Szezon             | Csapat             | Bajnokság          | Bajnokság | Bajnokság | Kupa   | Kupa  | Kupa | Nemzetközi | Nemzetközi | Nemzetközi | Egyéb         | Egyéb | Egyéb | Összesen | Összesen |
| Szezon             | Csapat             | Kiírás             | Mérk.     | Gól       | Kiírás | Mérk. | Gól  | Kiírás     | Mérk.      | Gól        | Kiírás        | Mérk. | Gól   | Mérk.    | Gól      |
| ------------------ | ------------------ | ------------------ | --------- | --------- | ------ | ----- | ---- | ---------- | ---------- | ---------- | ------------- | ----- | ----- | -------- | -------- |
| 1952–1953          | Triestina          | A                  | 1         | 0         | -      | -     | -    | -          | -          | -          | -             | -     | -     | 1        | 0        |
| 1953–1954          | Triestina          | A                  | 31        | 0         | -      | -     | -    | -          | -          | -          | -             | -     | -     | 31       | 0        |
| Triestina összesen | Triestina összesen | Triestina összesen | 32        | 0         |        | -     | -    |            | -          | -          |               | -     | -     | 32       | 0        |
| 1954–1955          | Milan              | A                  | 27        | 1         | -      | -     | -    | -          | -          | -          | Latin kupa    | 1     | 0     | 28       | 1        |
| 1955–1956          | Milan              | A                  | 22        | 0         | -      | -     | -    | BEK        | 6          | 0          | Latin kupa    | 2     | 0     | 30       | 0        |
| 1956–1957          | Milan              | A                  | 21        | 1         | -      | -     | -    | -          | -          | -          | Latin kupa    | 2     | 0     | 23       | 1        |
| 1957–1958          | Milan              | A                  | 32        | 0         | CI     | 3     | 0    | BEK        | 8          | 0          | -             | -     | -     | 43       | 0        |
| 1958–1959          | Milan              | A                  | 34        | 0         | CI     | 1     | 0    | -          | -          | -          | Barátság Kupa | 1     | 0     | 36       | 0        |
| 1959–1960          | Milan              | A                  | 29        | 0         | CI     | -     | -    | BEK        | 4          | 0          | Barátság Kupa | 1     | 0     | 34       | 0        |
| 1960–1961          | Milan              | A                  | 30        | 0         | CI     | 2     | 0    | -          | -          | -          | Barátság Kupa | 2     | 0     | 34       | 0        |
| 1961–1962          | Milan              | A                  | 34        | 1         | CI     | -     | -    | VVK        | 2          | 0          | Barátság Kupa | -     | -     | 36       | 1        |
| 1962–1963          | Milan              | A                  | 31        | 0         | CI     | 1     | 0    | BEK        | 9          | 0          | Barátság Kupa | 2     | 0     | 43       | 0        |
| 1963–1964          | Milan              | A                  | 22        | 0         | CI     | 1     | 0    | BEK        | 3          | 0          | Világkupa     | 3     | 0     | 29       | 0        |
| 1964–1965          | Milan              | A                  | 34        | 0         | CI     | -     | -    | VVK        | 2          | 0          | -             | -     | -     | 36       | 0        |
| 1965–1966          | Milan              | A                  | 31        | 0         | CI     | 1     | 0    | VVK        | 8          | 0          | -             | -     | -     | 40       | 0        |
| Milan összesen     | Milan összesen     | Milan összesen     | 347       | 3         |        | 9     | 0    |            | 42         | 0          |               | 14    | 0     | 412      | 3        |
| 1966–1967          | Torino             | A                  | 33        | 0         | CI     | 3     | 0    | -          | -          | -          | Alpok-kupa    | 3     | 0     | 39       | 0        |
| Összesen           | Összesen           | Összesen           | 412       | 3         |        | 12    | 0    |            | 42         | 0          |               | 17    | 0     | 451      | 3        |

## Sikerei, díjai

### Játékosként
- Bajnok: 1954–55, 1956–57, 1958–59, 1961–62
- BEK-győztes: 1962–63

### Edzőként
- U21-es Európa-bajnok: 1992, 1994, 1996